# Fletcher (Carolina del Nord)
Fletcher és una població dels Estats Units a l'estat de Carolina del Nord. Segons el cens del 2000 tenia 4.185 habitants.

## Demografia
Segons el cens del 2000, Fletcher tenia 4.185 habitants, 1.744 habitatges i 1.248 famílies. La densitat de població era de 305,5 habitants per km².
Dels 1.744 habitatges en un 33,7% hi vivien nens de menys de 18 anys, en un 61,3% hi vivien parelles casades, en un 7,5% dones solteres, i en un 28,4% no eren unitats familiars. En el 23,8% dels habitatges hi vivien persones soles el 7,7% de les quals corresponia a persones de 65 anys o més que vivien soles. El nombre mitjà de persones vivint en cada habitatge era de 2,4 i el nombre mitjà de persones que vivien en cada família era de 2,85.
Per edats la població es repartia de la següent manera: un 23,8% tenia menys de 18 anys, un 5,6% entre 18 i 24, un 35,8% entre 25 i 44, un 24,6% de 45 a 60 i un 10,1% 65 anys o més.
L'edat mediana era de 36 anys. Per cada 100 dones de 18 o més anys hi havia 94,1 homes.
La renda mediana per habitatge era de 45.426 $ i la renda mediana per família de 51.688 $. Els homes tenien una renda mediana de 35.976 $ mentre que les dones 26.176 $. La renda per capita de la població era de 20.607 $. Entorn del 4,6% de les famílies i el 7,4% de la població estaven per davall del llindar de pobresa.

## Poblacions més properes
El següent diagrama mostra les poblacions més properes.